# Bourne (Massachusetts)
Bourne é uma cidade pertencente ao condado de Barnstable, Massachusetts, Estados Unidos. De acordo com o censo de 2018, a população total era de 19.839 habitantes. A maior parte do Canal de Cape Cod está localizada na cidade.